# Cratere Lota
Lota  è un cratere sulla superficie di Marte.